# PGA Championship
A US-PGA Championship a négy major golf torna egyike. Legelőször 1916-ban, a New York állambeli Bronxville Siwanoy Country Clubjában rendezték meg. Győztese az Amerikában élő angol Jim Barnes lett. A rendezvényt hagyományosan augusztusban tartják meg, az USA egyik pályáján. A játékforma eredetileg match play volt, amelyet 1958 után 4 fordulós stroke play váltott fel
A további major tornák, a US Open, a British Open és a US Masters.

## Nevezetes győztesek2004-ig
- Walter Hagen (5 győzelem 1921 és 1927 között)
- Jack Nicklaus (5 győzelem 1963 és 1980 között)
- Tiger Woods (4 győzelem 1999 és 2007 között)
- Gene Sarazen (3 győzelem 1922 és 1933 között)
- Sam Snead (3 győzelem 1942 és 1951 között)

## Külső hivatkozások
- https://web.archive.org/web/20060411062227/http://pgatour.com/tournaments/pgachampionship